# Filmografia de Geoffrey Rush

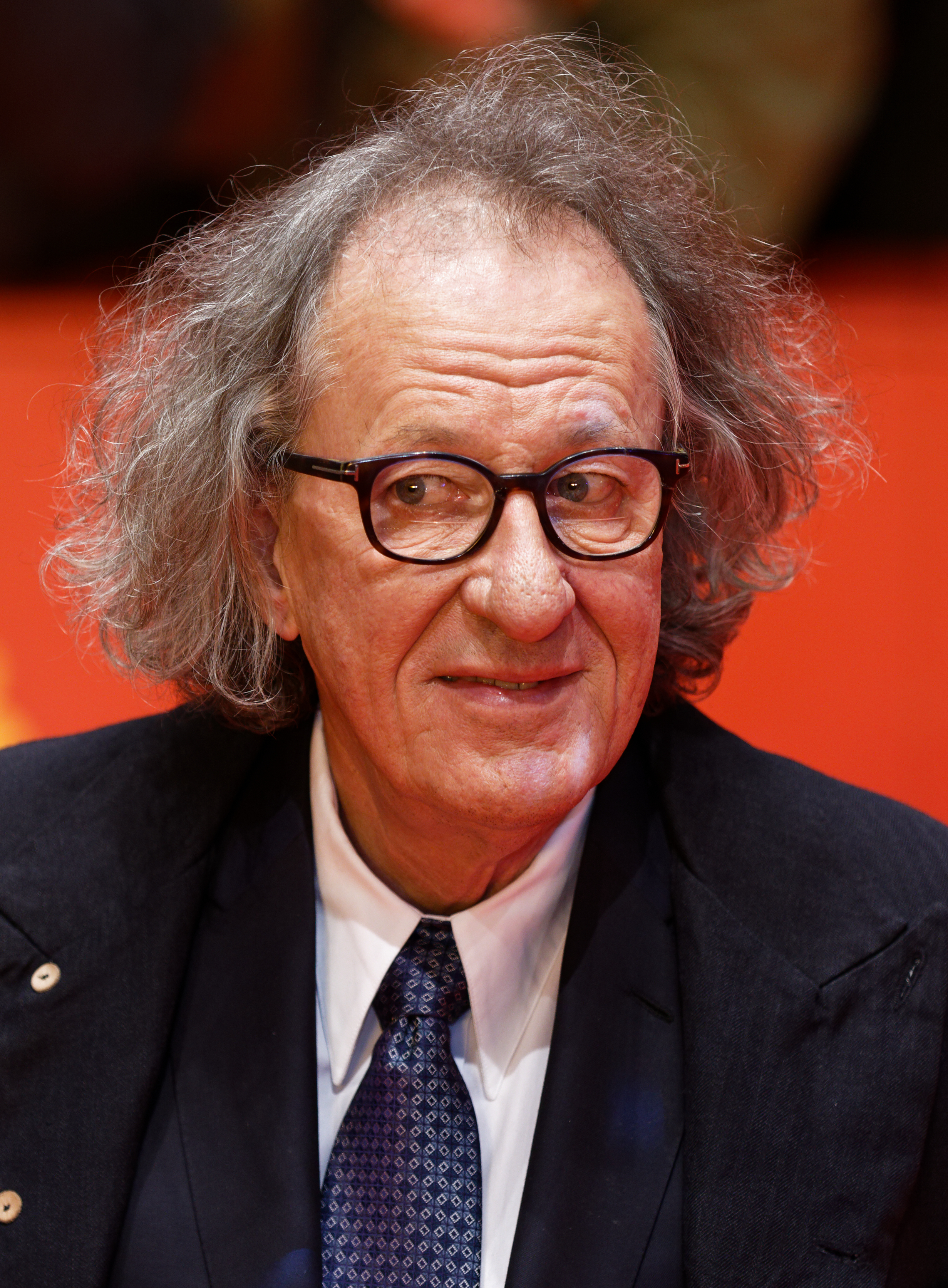
O ator Geoffrey Rush na première de Final Portrait, em 2017.

A carreira do ator australiano Geoffrey Rush teve início com peças de teatro em seu país natal na década de 1980, quando deu vida a personagens de William Shakespeare e Oscar Wilde. Sua estreia no setor cinematográfico se deu com o filme Hoodwink (1981), seguido pela comédia dramática Starstruck (1982). Nos anos seguintes, o ator passou a atuar em filmes televisivos de pouca repercussão em seu país natal. 
Em 1996, Rush interpretou o pianista David Helfgott no drama biográfico Shine, pelo qual foi indicado pela primeira vez e recebeu o Oscar de Melhor Ator. No mesmo ano, co-estrelou a comédia Children of the Revolution, sendo esta uma de suas últimas atuações exclusivamente em território australiano. Nos anos seguintes, Rush destacou-se como coadjuvante nos filmes dramáticos Oscar and Lucinda (1997) e A Little Bit of Soul (1998) e no drama histórico Elizabeth (no qual deu vido ao personagem histórico Sir Francis Walsingham) e nos românticos Les Misérables e Shakespeare in Love. Rush encerrou a década de 1990 contracenando com grandes estrelas do cinema mundial no terror psicológico House on Haunted Hill (1999) e na comédia juvenil Mystery Men (1999). 
Na década de 2000, Rush consolidou sua carreira cinematográfica ao atuar em grandes produções e filmes de maior repercussão como o drama histórico Quills (2000) e o suspense de espionagem The Tailor of Panama (2001), além do drama biográfico Frida (2002), no qual deu vida ao líder russo Leon Trostky. No ano seguinte, Rush dividiu as telas com Johnny Depp na aventura de fantasia Pirates of the Caribbean: The Curse of the Black Pearl como o deuteragonista Hector Barbossa. O filme, inspirado num atração do parque temático Walt Disney World Resort, alcançou enorme sucesso comercial e rendeu mais três sequências transformando-se na franquia Pirates of the Caribbean. Rush reprisaria seu papel ao lado de Depp em todos os filmes da saga. Ainda no mesmo período, o ator dublou o personagem Nigel na animação Finding Nemo (2003) e dividiu as telas com Eric Bana e Daniel Craig no suspense Munich (2005), dirigido por Steven Spielberg. 

## Filmografia

### Cinema
| Ano  | Título                                                 | Papel                        | Diretor                    | Ref.  |
| ---- | ------------------------------------------------------ | ---------------------------- | -------------------------- | ----- |
| 1981 | Hoodwink                                               | Detetive 1                   | Claude Whatham             |       |
| 1982 | Starstruck                                             | Gerente                      | Gillian Armstrong          |       |
| 1987 | Twelfth Night                                          | Sir Andrew Aguecheek         | Neil Armfield              |       |
| 1995 | Dad and Dave: On Our Selection                         | Dave Rudd                    | George Whaley              |       |
| 1996 | Shine                                                  | David Helfgott               | Scott Hicks                |       |
| 1996 | Children of the Revolution                             | Zachary Welch                | Peter Duncan               |       |
| 1997 | Oscar and Lucinda                                      | Narrador (voz)               | Gillian Armstrong          |       |
| 1998 | A Little Bit of Soul                                   | Godfrey Usher                | Peter Duncan               |       |
| 1998 | Elizabeth                                              | Sir Francis Walsingham       | Shekhar Kapur              |       |
| 1998 | Les Misérables                                         | Inspetor Javert              | Bille August               |       |
| 1998 | Shakespeare in Love                                    | Philip Henslowe              | John Madden                |       |
| 1999 | Mystery Men                                            | Casanova Frankenstein        | Kinka Usher                |       |
| 1999 | House on Haunted Hill                                  | Stephen H. Price             | William Malone             |       |
| 2000 | Quills                                                 | Marquês de Sade              | Philip Kaufman             |       |
| 2000 | The Magic Pudding                                      | Bunyip Bluegum (voz)         | Karl Zwicky                |       |
| 2001 | The Tailor of Panama                                   | Harold "Harry" Pendel        | John Boorman               |       |
| 2001 | Lantana                                                | John Knox                    | Ray Lawrence               |       |
| 2002 | Frida                                                  | Leon Trotsky                 | Julie Taymor               |       |
| 2002 | The Banger Sisters                                     | Harry Plummer                | Bob Dolman                 |       |
| 2003 | Pirates of the Caribbean: The Curse of the Black Pearl | Capitão Hector Barbossa      | Gore Verbinski             | [ 2 ] |
| 2003 | Ned Kelly                                              | Superintendente Francis Hare | Gregor Jordan              |       |
| 2003 | Finding Nemo                                           | Nigel (voz)                  | Andrew Stanton Lee Unkrich |       |
| 2003 | Intolerable Cruelty                                    | Donovan Donaly               | Irmãos Coen                |       |
| 2003 | Harvie Krumpet                                         | Narrador (voz)               | Adam Elliot                |       |
| 2005 | Munich                                                 | Ephraim                      | Steven Spielberg           |       |
| 2006 | Pirates of the Caribbean: Dead Man's Chest             | Capitão Hector Barbossa      | Gore Verbinski             | [ 4 ] |
| 2006 | Candy                                                  | Casper                       | Neil Armfield              |       |
| 2007 | Pirates of the Caribbean: At World's End               | Capitão Hector Barbossa      | Gore Verbinski             |       |
| 2007 | Elizabeth: The Golden Age                              | Sir Francis Walsingham       | Shekhar Kapur              |       |
| 2008 | $9.99                                                  | Anjo (voz)                   | Tatia Rosenthal            |       |
| 2009 | Bran Nue Dae                                           | Padre Benedictus             | Rachel Perkins             |       |
| 2010 | Legend of the Guardians: The Owls of Ga'Hoole          | Ezylryb e Lyze de Kiel (voz) | Zack Snyder                |       |
| 2010 | The King's Speech                                      | Lionel Logue                 | Tom Hooper                 |       |
| 2010 | The Warrior's Way                                      | Ron                          | Sngmoo Lee                 |       |
| 2011 | Pirates of the Caribbean: On Stranger Tides            | Capitão Hector Barbossa      | Rob Marshall               |       |
| 2011 | Green Lantern                                          | Tomar-Re (voz)               | Martin Campbell            |       |
| 2011 | The Eye of the Storm                                   | Basil Hunter                 | Fred Schepisi              |       |
| 2013 | The Best Offer                                         | Virgil Oldman                | Giuseppe Tornatore         |       |
| 2013 | The Book Thief                                         | Hans Hubermann               | Brian Percival             |       |
| 2014 | Unity                                                  | Narrador (voz)               | Shaun Monson               |       |
| 2015 | The Daughter                                           | Henry Neilson                | Simon Stone                |       |
| 2015 | Minions                                                | Narrador (voz)               | Pierre Coffin              |       |
| 2015 | Holding the Man                                        | Barry                        | Neil Armfield              |       |
| 2016 | Gods of Egypt                                          | Rá                           | Alex Proyas                |       |
| 2017 | Final Portrait                                         | Alberto Giacometti           | Stanley Tucci              |       |
| 2017 | Pirates of the Caribbean: Dead Men Tell No Tales       | Capitão Hector Barbossa      | Espen Sandberg             |       |
| 2019 | Storm Boy                                              | Mike Kingley                 | Shawn Seet                 | [ 5 ] |